# 총알고둥류
총알고둥류(학명: Littorinimorpha)는 고복족류에 속하는 대형 복족류 분류군의 하나이며, 주로 해양 종으로 이루어져 있지만 담수 및 육상 종도 있다.
이전의 린네식 분류인, 1997년의 폰더(Ponder)와 린더버그(Lindberg)의 복족류 분류는 총알고둥류를 직복족아강(Orthogastropoda), 신생복족상목(Caenogastropoda), 흡강목(Sorbeoconcha), 고복족아목(Hypsogastropoda), 총알고둥하목(Littorinimorpha)으로 분류했다.
총알고둥류는 1921년 틸레(J. Thiele)가 도입했던 중복족목(Mesogastropoda)에 속했던 다수의 복족류 과를 포함하고 있다. 이 분류군이 단계통군이라는 증거는 거의 없다.

## 하위 분류
- 배고둥상과(Calyptraeoidea) Lamarck, 1809
- 매부리고둥상과(Capuloidea) Fleming, 1822
- 바다좁쌀우렁이상과(Cingulopsoidea) Fretter & Patil, 1958
- 무늬개오지상과(Cypraeoidea) Rafinesque, 1815
- 표주박고둥상과(Ficoidea) Meek, 1864
- 총알고둥상과(Littorinoidea) Children, 1834
- 구슬우렁상과(Naticoidea) Guilding, 1834
- 해파리고둥상과(Pterotracheoidea) Rafinesque, 1814  - 이명: Heteropoda.
- 루소고둥상과(Rissooidea) Gray, 1847
- 수정고둥상과(Stromboidea) Rafinesque, 1815
- 위고둥상과(Tonnoidea) Suter, 1913 (1825)
- 흰쥐고둥상과(Vanikoroidea) Gray, 1840
- 배고둥붙이상과(Velutinoidea) Gray, 1840
- 뱀고둥상과(Vermetoidea) Rafinesque, 1815
- 비단무늬고둥상과(Xenophoroidea) Troschel, 1852 (1840)